# Maximum Conviction
Pour les articles homonymes, voir Maximum Conviction.
Pour plus de détails, voir Fiche technique et Distribution.
Maximum Conviction est un film américain réalisé par Keoni Waxman qui est sorti en 2012.

## Fiche technique
- Réalisation : Keoni Waxman

## Distribution
- Steven Seagal : Tom Steele
- Stone Cold Steve Austin : Manning
- Michael Paré : Chris Blake
- Steph Song : Samantha
- Aliyah O'Brien : Charlotte
- Michael Adamthwaite : Collins
- Bren Foster : Bradley
- Ian Robison : Warden Samuels